# Schwabengau
Der Schwabengau, auch Suebengau oder Suavia, war eine Landschaft (pagus) im 10. und 11. Jahrhundert. Der Gau lag im östlichen Harzvorland, das heute zu Sachsen-Anhalt gehört.

## Etymologie
Der Name Sueben in Tacitus’ Werk Germania, Kapitel 38, bezog sich auf sämtliche elb- und ostgermanischen Stämme südlich der Ostsee (Mare Suebicum). Aus dem 19. Jahrhundert stammt die Behauptung der Name des Gaus stamme von dort bereits von den Merowingern angesiedelten Schwaben ab, den dann sogenannten Nordschwaben. Der Name Nordschwabengau ist allerdings nirgends belegt. Die in einem Brief Theudeberts I. an Kaiser Justinian I. auftauchenden „Nordsueben“ waren die Schwaben bzw. Alemannen rechts und links der Donau und wurden in Abgrenzung zu den im Süden, etwa auf der Iberischen Halbinsel siedelnden Sueben so genannt. Nach anderer Meinung sind Sueben im 6. Jahrhundert den Slawen, von östlich der Saale kommend an den Nordostrand des Harzes, ausgewichen. Auch wurde der Name abgeleitet von einem Bericht Gregors von Tours, nach welchem 26.000 Saxones von einem gemeinsamen Feldzug mit Langobarden in Oberitalien 568 kommend, mit Sigiberts I. Genehmigung, über Gallien in ihre Heimat zogen, wo sie auf (angeblich von Sigibert I. angesiedelte) Sueben trafen, von denen sie 573 vernichtend geschlagen und vertrieben worden sein sollen.

## Geschichte
Der Schwabengau wird wohl zuerst 934 in einer Urkunde Heinrichs I. mit der Ortsangabe in pago suevia erwähnt. Die letzte bekannte Nennung war 1073.
Eike von Repgows Bericht von Schwaben am Harz erklärt die Herkunft der Herren im Lande Sachsen wie folgt: die Herren von Anhalt, von Brandenburg, von Orlamünde, Markgraf von Meißen, Graf von Brehna, Hakeborn, von Gneiz von Müchlen, von Dröbel, von Elsdorf, von Schneidlingen, Vogt Albrecht von Spandau, Schrapen von Gersleben, Anno von Jerdingsdorf, Hermann von Mehringen, Winningens und Seedorf alle sind Schwaben. Es folgen weitere Schwaben und Franken, jedoch alle freien Herren und Schöffen in Sachsen ansässig, sind geborene Sachsen.
Frei erfunden ist wohl, dass 927 König Heinrich I. eine bereits längerwährende Adelsfehde im Schwabengau ausnutzte und zusammen mit dem Halberstädter Bischof zugunsten der frühen Askanier (nach Aschersleben benannt) eingriff. Sein Berater und Heerführer Thietmar belagerte und zerstörte angeblich die Burg Salfurt derart, dass der Ort (heute Bernburg an der Saale) danach „Brandanburg“ (die verbrannte Burg) genannt wurde und Thietmar danach die Grafenrechte im Schwabengau erhielt, und zwar, weil schon 934 sein angeblicher Sohn Siegfried angeblich im Besitz der Burg Salfurt war. Thietmar war angeblich am 1. Juni 932 gestorben.

## Grafen
Grafen im Schwabengau waren:
- Siegfried von Merseburg († 937), auch Siegfried von der Ostmark, war Graf im Friesenfeld und im Hassegau und wohl ab 932, nachweislich 934 Graf im Schwabengau
- Christian († um 950), dessen Schwager, Graf im Schwabengau und im Gau Serimunt, aus der Familie der Billunger, Vater des Erzbischofs Gero von Köln (967–976); ⚭ Hidda, Schwester von Siegfried und des Markgrafen Gero
- Markgraf Gero († 965), dessen Schwager, Bruder von Siegfried, war Graf im Nordthüringgau und bereits vor 941[3] (vermutlich spätestens seit 932) im Besitz königlicher Lehen im Schwabengau und 950[4] Graf im Schwabengau
- Thietmar I. († nach 979), dessen Neffe, Sohn von Graf Christian, Markgraf 965–979, Graf im Schwabengau 944[5] –978, Graf im Gau Serimunt, Markgraf von Merseburg und Meißen; ⚭ Suanehild, Tochter des Herzogs Hermann Billung von Sachsen († 1014)
- Hodo, Graf im Nordthüringgau, Verwandter des Markgrafen Gero, Erzieher des nachmaligen Kaisers Otto des II., Markgraf (der Lausitz) mehrfach ab 974 belegt, Graf im Schwabengau 974–993 †
- Rikdag, † 985, Markgraf (wohl Markgraf von Meißen), Markgraf von Merseburg und Zeitz, 985 Graf im Schwabengau, Markgraf im Gau Chutizi und Gau Dalaminze
- Karl, † 1014, dessen Sohn, 992 Graf im Schwabengau, 993–1010
- Gero, Graf im Schwabengau 1010–1015
- Dietrich I. (Lausitz) ab 1015 Graf im Schwabengau, ab 1017 Graf von Eilenburg und Brehna, Graf im Hassegau und im Gau Siusili und als Dietrich I. ab 1032 der erste Markgraf der Mark Lausitz aus dem Adelsgeschlecht der Wettiner
- Thietmar II., Graf im Schwabengau 1015–1030
- Esiko Graf von Ballenstedt, Graf im Schwabengau und im Gau Serimunt, † wohl 1059/1060 (Askanier); ⚭ Mathilde, * wohl 988, † 29. Juli 1031/1032, Tochter des Herzogs Hermann II. von Schwaben, begraben im Dom zu Worms, Witwe von Konrad I. Herzog von Kärnten, † 1011, (Salier) und Friedrich II., Herzog von Oberlothringen, † 1026, aus der Familie der Wigeriche
- Dedo I., (* um 1010; † Oktober 1075) war als Dedo II. Graf von Wettin, ab 1034 Graf auf Burg Eilenburg, Graf in den Gauen Siusili, Serimunt und Nizizi, ab 1046 als Dedo I. Markgraf der Mark Lausitz und Graf im südlichen Schwabengau (Wettiner)
- Adalbert, Graf im Schwabengau 1063
- Lothar Udo II., Graf von Stade und Markgraf der Nordmark, Graf im Schwabengau 1070/1071[6]

Der Schwabengau war seit Esiko das Kerngebiet der Askanier und wurde zusammen mit dem benachbarten, zwischen Saale, Elbe und Mulde gelegenen Gau Serimunt zur Keimzelle des späteren Fürstentums Anhalt.

## Siedlungen
Im Schwabengau lagen nach dem Atlas des Saale- und mittleren Elbegebietes folgende Siedlungen:

### Saale
An der Saale-Grenze (zwischen den Sueben und den Slawen) lagen die Orte (von Süden):
- - Die Zugehörigkeit von Großwirschleben zum Schwabengau ist nicht belegt, aber wegen des alten Saaleverlaufs (Kuhfurtsaale) denkbar.[8]
- Aderstedt[9]  und
- Waldau[10]

### Saale-Hinterland
Im Hinterland der Saale lagen die Ortschaften:
- Cölbigk[11]
- Bründel[12]
- Schackenthal[13]

### Bode
An der Bodegrenze zum Nordthüringgau lagen (von der Bodemündung in Richtung Bodeknie):
- Egeln[14]
- Westeregeln[15]

An der Bodegrenze zum Harzgau lagen (vom Bodeknie Richtung Süden):
- Gröningen
- Adersleben[16][17]
- Rodersdorf (Wegeleben)[18] (im Bereich der Selkemündung)
- Hedersleben (an der Selke nahe der Selkemündung)
- Wedderstedt (im Bereich der Selkemündung)

### Wipper
Im Bereich der Wipper lagen die Siedlungen:
- Giersleben
- Groß Schierstedt (auch zum Hosgau gehörig überliefert)
- Poplitz (Sandersleben) (nördlich von Sandersleben) wüst[19]
- Sandersleben (Anhalt)
- Wiederstedt (Klein-Wiederstedt östlich Unterwiederstedt gehörte schon dem Hosgau an) und
- Hettstedt (Wippra gehörte dem Hosgau an)

### Eine
Nördlich der Wipper und an der Eine lagen die Siedlungen (stromaufwärts):
- Aschersleben (Eine)
- Welbsleben (Eine)
- Zöbiker (nordöstlich von Quenstedt) wüst[20]
- Quenstedt[21]
- Walbeck (Hettstedt)
- Ritterode[22]
- Bräunrode[23]
- Hartuuigeroht (Wüstung im Ostteil von Bräunrode sw. Aschersleben)[24]
- Ritzgerode (Eine)

### Selke
An der Selke lagen (stromaufwärts):
- Habbendorf (südöstlich von Gatersleben)
- Reinstedt

### Zwischen Bode und Selke
Zwischen Bode und Selke lagen (von Westen):
- Stadt Gernrode[25]
- Rieder (Ballenstedt)
- Bicklingen (nördlich von Rieder)
- Karpenroth (südöstlich von Rieder)
- Rothallsburg (nordwestlich von Ballenstedt) = Rothallasbvrc (Wüstung n. Ballenstedt sö. Quedlinburg; 1073 erwähnt; vgl. Abschnitt Grundherren)
- Ballenstedt
- Asmersleben (nördlich von Ballenstedt)
- Zehling (nördlich von Ballenstedt)
- Badeborn[26]
- Gittelde (Ballenstedt) (nordöstlich von Ballenstedt)

### Im Bodeknie
Im Gebiet des Bodeknicks lagen (von Süden):
- Winningen (Aschersleben)[27]
- Haselndorf (nördlich von Königsaue) wüst[28]
- Brunsdorf (nordöstlich von Friedrichsaue) wüst[29]
- Groß Börnecke[30]
- Cochstedt[31]
- Kroppenstedt

### Lage unbekannt
Hinzu kommen mindestens noch folgende, bis heute nicht identifizierte Siedlungen:
- Hamecenroht = unbekannt, im Gebiet nö. des Harzes[32]
- Hillimeroht = unbekannt, im n. Harzvorland[33]
- Hiloua = unbekannt, im n. Harzvorland[34]
- Smalenbicke = unbekannt, im Gebiet nö. des Harzes[35]

### Weitere
Nicht im Atlas enthalten sind:
- Emmelestorp = ? im Gebiet Aschersleben/Quedlinburg
  - 1073 erwähnt; vgl. Abschnitt Grundherren

- Lepenitz wüst nw von Bernburg (Saale)
  - Lepenitz war eine alte sorbische Siedlung und sorbischer Hauptort westlich der Saale bei Bernburg Richtung Altenburg. Um das Jahr 1450 wurden die sorbischen Bewohner von Lepenitz gezwungen, ihr Dorf zu verlassen. Sie wurden außerhalb der Stadtmauern Bernburgs auf der gegenüberliegenden, östlichen Saaleseite unterhalb des Schloßberges in der sogenannten Freiheit angesiedelt. Freiheit bedeutete in diesem Fall, dass die Bewohner der Freiheit frei von Abgaben und Dienstleistungen waren, welche üblicherweise von den Bewohnern des Bannbezirks der Burg geleistet werden mussten. Andererseits waren die Sorben aber dem Bernburger Rat gegenüber abgabenpflichtig. Von der Warte der sorbischen Bevölkerung aus bedeutete Freiheit eher die „Freiheit von Grund und Boden“, welcher nun zwischen deutschen Bernburger Bürgern verteilt wurde. Die Akten der Kirche von Lepenitz wurden Bestandteil des Bernburger Schloßarchivs.

- Uvestholze = Wüstung zwischen Ballenstedt und Rieder sö. Quedlinburg
  - 1073 erwähnt; vgl. Abschnitt Grundherren

## Grundherren
Der Domherr Liudger von Magdeburg besaß um 1050 folgende Orte:
- Queinstete = Quenstedt s. Aschersleben
- Zobikeri = Zöbiker, wüst nö. Quenstedt
- Smalenbicke = unbekannt, im Gebiet nö. des Harzes
- Hartuuigeroht = Wüstung im Ostteil von Bräunrode sw. Aschersleben
- Hamecenroht = unbekannt, im Gebiet nö. des Harzes
- Hillimeroht = unbekannt, im n. Harzvorland
- Gerenroht = Gernrode s. Quedlinburg
- Hansel = Haselndorf, wüst n. Königsaue nw. Aschersleben
- Reterderoht = Ritterode w. Hettstedt/s. Aschersleben
- Bruniroht = Bräunrode sw. Aschersleben
- Poplize = Poplitz, wüst n. Sandersleben
- Brundel = Bründel Gem. Plötzkau ö. Aschersleben an der Saale
- Winninge = Winningen n. Aschersleben
- Bornicar = Groß Börnecke nw. Staßfurt
- Brunistorf = Brunsdorf, wüst n. Friedrichsaue nw. Aschersleben
- Hiloua = unbekannt, im n. Harzvorland

Diese Orte gingen nach seinem Tod an König Heinrich IV., der sie am 21. Juni 1060 dem Erzbistum Magdeburg schenkte.
Am 26. Juli 1073 legte das Kollegiatstift St. Pancratius und Abundus auf der Burg Ballenstedt (als Probstei zum Benediktiner-Kloster Nienburg gehörig) der Kanzlei Heinrichs IV. ein sehr wahrscheinlich in Nienburg selbst gefertigtes ungesiegeltes angeblich unfertiges Diplom Heinrichs III. vor, welches mit einem Siegel Heinrichs IV. versehen wurde. Die Kirche nutzte die prekäre Lage des Königs in Sachsen aus, der in der Harzburg kurz vor seiner Flucht (zusammen mit den Reichskleinodien) stand. Hierdurch setzte sich die Kirche in Ballenstedt (und damit das Kloster Nienburg) in den Besitz großer Ländereien im Schwabengau:
- 8 Hufen in Asmarsleuo = Asmersleben, Wüstung n. Ballenstedt sö. Quedlinburg;
- 3 Hufen in Uvelpeslevo = Welbsleben sö. Quedlinburg;
- 1 Hufe in Pedabrvnno = Badeborn sö. Quedlinburg;
- 2 Hufen in Uvestholze = Wüstung zwischen Ballenstedt und Rieder sö. Quedlinburg;
- 1 Hufe in Rothallasbvrc = Wüstung n. Ballenstedt sö. Quedlinburg;
- 5 Hufen in Emmelestorp = ? im Gebiet Aschersleben/Quedlinburg.[37]